# Llantwit Major
Llantwit Major (velšsky Llanilltud Fawr) je malé pobřežní město v hrabství Vale of Glamorgan ve Walesu ležící v Bristolském zálivu. Jde o jedno ze čtyř měst ležících ve Vale of Glamorgan a co do počtu obyvatel třetí největší (k roku 2001 zde žilo 13 366 obyvatel) po Barry a Penarthu a před Cowbridge, které leží 7,2 kilometru severovýchodně. Centrum města Llantwit Major leží přibližně 14 kilometrů jihovýchodně od centra města Bridgend, 16 kilometrů západně od centra Barry a 24 kilometrů jihozápadně od centra hlavního města Walesu Cardiffu.
Původní velšský název města Llanilltud Fawr pochází od jména svatého Illtuda, který sem přišel z Bretaně. Ten zde založil klášter a k němu připojenou školu Cor Tewdws, která se postupně stala jednou z nejváženějších křesťanských škol své doby. Ve své vrcholné době zde studovalo přes 2000 studentů, včetně princů a mnoha významných duchovních, přičemž někteří z nich jsou dnes uctívání jako svatí (např. sv. Gilda). Klášter i škola zanikla v roce 987 po příchodu Vikingů. Klášter byl přestavěn v roce 1111 a nadále zůstal centrem vzdělanosti pod taktovkou opatství Tewkesbury. Uzavřen byl v roce 1539 v rámci rušení klášterů. Ve městě se dále nachází kostel ze třináctého století, který byl postaven nedaleko kláštera. Dnes je zapsán v seznamu listed building prvního stupně a je jedním z nejstarších farních kostelů ve Walesu.
Město Llantwit Major zažívalo během dvacátého století obrovský rozvoj díky tomu, že zde byla ubytována část členů Royal Air Force; nedaleko města byla postavena základna. Městem Llantwit Major prochází železniční trať, která byla znovu otevřená v roce 2005, a nachází se zde také železniční stanice. Místní pláž Collugh je populárním místem pro furfaře a nachází se zde zbytky pevnosti z doby železné. Dále je zde jedno z největších velšských naleziště zkamenělin z jury. Místní oblázková pláž je součástí 23 kilometrů dlouhého glamorganského pobřeží, které se táhne od Gilestonu na východě až na newtonův bod poblíž Southerndownu na západě.